# انکیانو
انکیانو یکی از حاکمان فارس در دوران ایلخانی بود که در سال ۶۵۵ هجری قمری با حکم اباقاخان منصوب شد. وی معاصر سعدی، شاعر مشهور شیرازی بود و با وی آشنایی و رفاقت نیز داشت؛ به طوری که سعدی در ستایش وی اشعاری دارد. وی در دوران امارت خود، کلجه، شحنه ابش خاتون، اتابک وقت شیراز را دستگیر و اعدام نمود.